# درع (درعيات)
الدِّرْع أو درع النبالة جزء من مكونات شعار النبالة.

## أمثلة

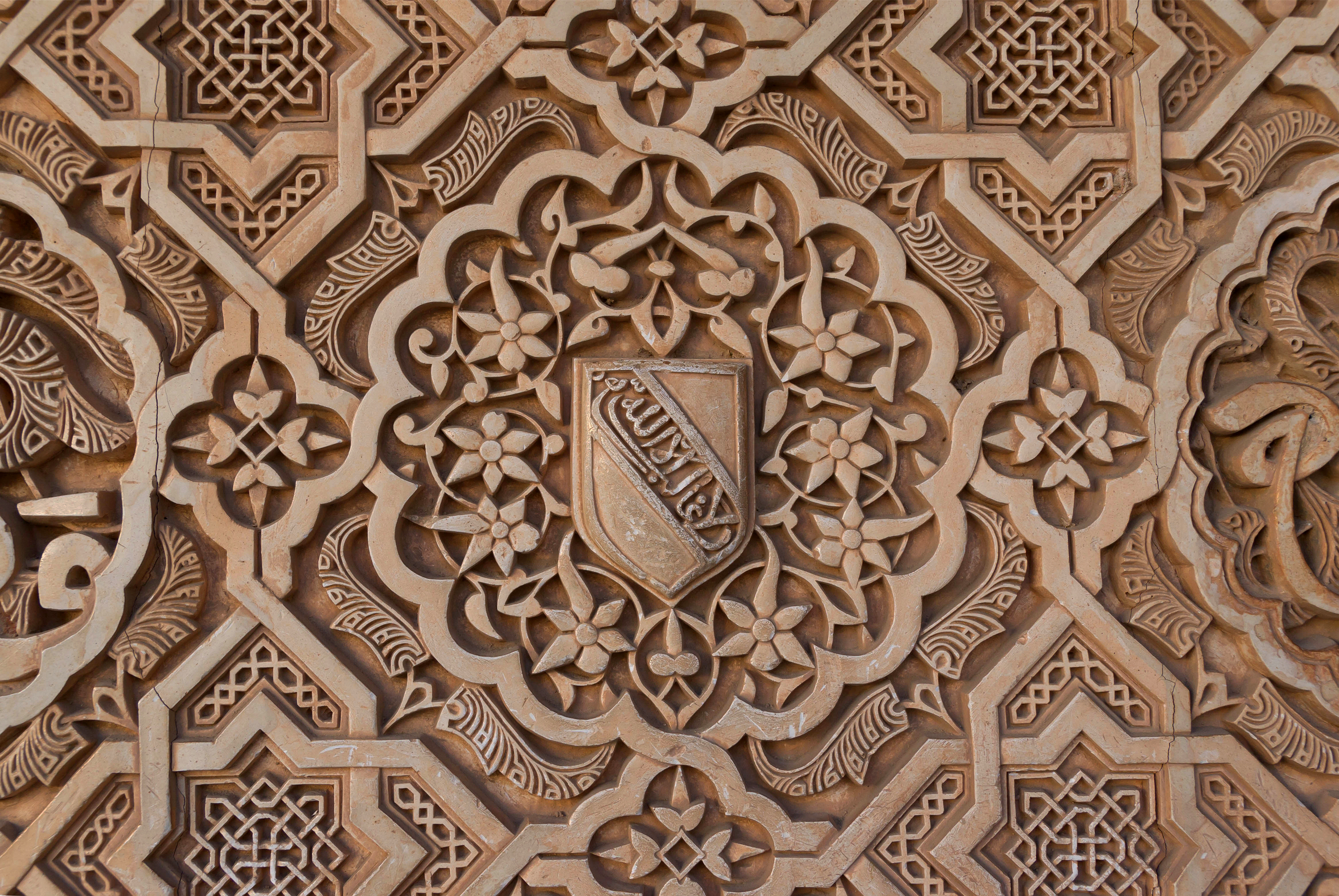
درع بني الأحمر في قصر الحمراء بغرناطة
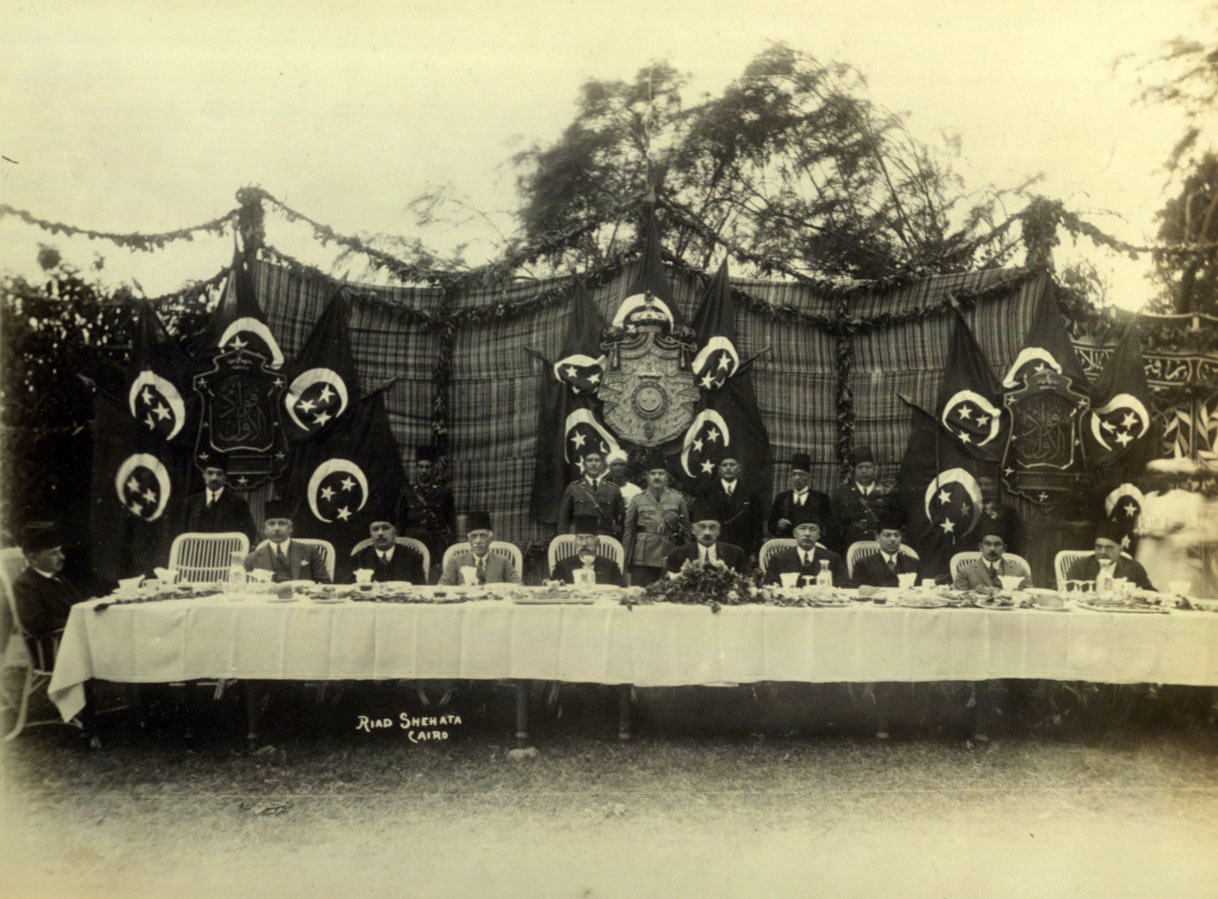
درع المملكة المصرية وفؤاد الأول وعلم مصر الأصلي